# 寺島惇太と三澤紗千香の小説家になろうnavi
『寺島惇太と三澤紗千香の小説家になろうnavi』（てらしまじゅんたと みさわさちかの しょうせつかになろうナビ）は、MBSラジオで2019年4月7日から2022年9月25日まで（中断期間あり）日曜日17:10-17:40に生放送されていた、ラジオの朗読番組である。
本稿ではこの後継番組として、2022年10月2日から2024年3月31日まで同じ放送局・時間帯にて生放送されている、『寺島惇太と徳井青空の小説家になろうnavi -3rd book-』（てらしまじゅんたと とくいそらの しょうせつかになろうナビ サードブック）についても扱う。

## 概要
同番組は、ライトノベルを中心とした小説投稿サイト「小説家になろう」に投稿された作品を毎月1つ、4回に分けて取り上げ、寺島惇太と徳井青空（2022年5月までは三澤紗千香）がラジオドラマとして展開する。なお、第5日曜日まである月の場合、第1または第5日曜日の放送では通常の作品朗読から離れて特別企画を送る。
基は、2019年に「小説家になろう」のサイト開設15周年記念として、半年間限定の形で開始されていたが、リスナーからの反響が大きかったため、2019年9月に予定の半年間の放送が終了したのち、中断を挟む形で、新たに「-2nd book-」とタイトルを付け加えたうえでの通年放送となった。

### 三澤の休演ならびに降板に伴う対応
三澤は2022年6月に体調不良のため活動を休止し、本番組はそれ以前の5月15日放送分を最後に休演に入った。5月22日については休演前に朗読パートを事前に収録していたため、寺島による単独進行で対応したが、6月から9月まで「マンスリーゲスト」と題して月替わりの代理パーソナリティが出演していた。
- 2022年6月 - 加藤英美里（三澤の所属事務所の先輩でもある）
- 2022年7月 - 徳井青空
- 2022年8月 - 阿澄佳奈
- 2022年9月 - 伊瀬茉莉也

なお、第5日曜日まである月の特別企画週（前述）は、代役を立てずに寺島が単独で進行していた。
三澤は8月24日に活動再開を発表したが、本編の収録には復帰することなく、9月25日の放送にて降板が発表された。10月2日からは後任として、7月の「マンスリーゲスト」であった徳井がレギュラー入りすることになり、「-3rd book-」へとリニューアルされた。その後2024年3月10日の放送で「-3rd book-」は2024年3月31日をもって放送終了する事が発表された。

## 関連番組
- 下野紘・巽悠衣子の小説家になろうラジオ（同一スポンサー協賛による企画ネット番組　文化放送）